# 신리 (칠곡군)
신동 또는 신리는 대한민국 경상북도 칠곡군 지천면에 위치한 리이다. 예전 지명은 신동(新洞)이었기 때문에 일반적으로 '신동'이라고 불린다. 지천면 면사무소 소재지이다. 

## 교통

### 도로
4번국도가 지나간다. 예전에는 신동재를 넘어가는 산길이었으나 곧은 대로로 바뀌었다. 

### 철도
경부선 신동역이 있다. 여객 1일 6회 정차한다. 

### 대중교통
250번, 250-1번 버스가 지나간다. 

## 교육

### 초등학교
신동초등학교

### 중학교
신동중학교

### 고등학교
경북기계명장고등학교가 소재한다. 원래 칠곡고등학교였으나 개명했다.